# Výměnný ústav pro výměnu herbářových položek
Výměnný ústav pro výměnu herbářových položek založený roku 1819 přírodovědcem Filipem Maxmiliánem Opizem se nacházel v Praze. Po jeho zániku byly sbírky rozpuštěny mezi herbáře Národního Muzea a Univerzity Karlovy. Jednalo se o první výměnný ústav tohoto typu na světě. Teprve později vzniká Dörflerův výměnný ústav rostlin ve Vídni a dále obdobné ústavy ve Francii, Anglii, Německu a dalších evropských zemích.
Jednalo se o srovnávací herbář s řadou typů (Opizův herbář).